# Alarico Carrassi
Alarico Carrassi (Milano, 30 maggio 1921 – Genova, 27 aprile 2006) è stato un politico italiano.